# Ernst Heinrich Weber
Ernst Heinrich Weber (24. června 1795 Wittenberg – 26. ledna 1878 Lipsko) byl německý lékař, který je považován za zakladatele experimentální psychologie.

## Život
Medicínu vystudoval na univerzitě ve Wittenbergu. V roce 1818 byl jmenován docentem srovnávací anatomie na univerzitě v Lipsku, kde byl také v roce 1821 zvolen profesorem anatomie a fyziologie.

## Dílo

### Samostatné práce
- Anatomia comparata nervi sympathici (1817)
- De aure et auditu hominis et animalium (1820)
- Tractatus de motu iridis (1821)
- Wellenlehre (1825)

### Společné práce se svými bratry Wilhelmem Eduardem a Eduardem Friedrichem
- Zusätze zur Lehre vom und Bau von der Verrichtung der Geschlechtsorgane (1846)
- Die Lehre vom Tastsinn und Gemeingefühl (185l)
- Annotationes anatomicae et physiologicae (1851)